# スーパーマリン スイフト
スーパーマリン スイフト
スイフト F.1
- 分類：戦闘機
- 製造者：スーパーマリン社
- 運用者：イギリス空軍
- 初飛行：1948年12月29日[1]
- 生産数：197機[1]
- 運用開始：1954年[1]
- 退役：1967年
- 運用状況：退役
- 原型機：スーパーマリン アタッカー[1]

スーパーマリン スイフト (Supermarine Swift) とはイギリスの航空機メーカースーパーマリン社で開発され、イギリス空軍で使用されたジェット戦闘機である。
ホーカー ハンターの保険として発注された機体で、イギリス空軍における初の本格的な後退翼機だった。最初の量産型（F1型）は1954年に就役したが、構造・運用上の問題等で飛行停止が重なり、運用はごく短期間だった。戦闘機としては失敗作となり、少数機が偵察機として利用されている。
1953年には、短期間ではあったが当時の速度記録 (1187 km/h) を保有していたことがある。

## スペック
- 全幅:9.86 m[1]
- 全長:12.88 m[1]
- 全高:4.12 m[1]
- 重量:9,377 kg[1]
- エンジン：ロールス・ロイス エイヴォン Mk. 114[1] ターボジェットエンジン × 1
- 推力：3,255 kg（アフターバーナー使用時4,287 kg)
- 最大速度:1,147 km/h[1]
- 航続距離:1,014 km[1]
- 上限高度:13,960 m
- 武装
  - 30 mm ADEN リヴォルヴァーカノン×2門
  - フェアリー ファイアフラッシュ空対空ミサイル×2基(F.7のみ)
  - 空対地ロケット弾×16発(肩翼につき8発ずつ)
  - 偵察用カメラ

## 登場作品
- 超音ジェット機

モノクロ映画であるが、本作においてエンジンを響かせ飛行するスイフトの姿が描かれている。
- War Thunder

ランクVイギリス戦闘機として登場。